# Густав Лудвиг Херц
Густав Лудвиг Херц (Хамбург, 22. јул 1887 — Берлин, 30. октобар 1975) био је немачки физичар.
Освојио је нобелову награду за физику 1925. године за студије о проласку електрона кроз гас, коју је спровео са Џејмсом Франком.
Био је отац Карла Хелмута Херца и нећак Хајнриха Рудолфа Херца.